# Llindar de pobresa

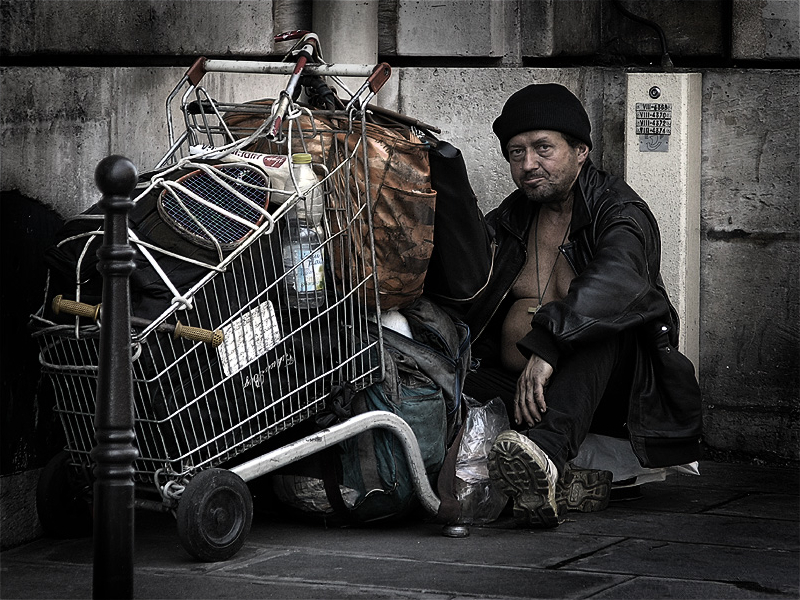
Un sensesostre a París.

S'entén per llindar de pobresa al nivell d'ingrés mínim necessari per a adquirir un adequat nivell de vida en un país donat. A la pràctica, com la definició de la pobresa, aquest llindar (i de forma comuna) és significativament més alt en els països desenvolupats que en els països en desenvolupament.
Existeixen moltes maneres de definir la pobresa i de decidir on situar el llindar de pobresa. En el cas de comparacions internacionals és important utilitzar les dades actualitzades a paritat de poder adquisitiu (o PPP, en anglès). Així s'aconsegueix eliminar les diferències que podrien haver-hi en els preus entre les diferents economies.
Algunes de les maneres més utilitzades per delimitar un llindar de pobresa són les següents:
- En funció de les prestacions socials. Si l'estat garanteix uns ingressos mínims (salari mínim, pensió mínima, etc.) es pot considerar aquest import com un indicador de pobresa.
- Com un percentatge de la renda per capita.
- Com una quantitat fixa (corregida per la inflació). Ex: el Banc Mundial sovint utilitza 1,25 dòlars al dia com a llindar de pobresa.[1]
- L'índex de pobresa multidimensional, estableix un llindar en funció de la seva puntuació (que superi el 30% en la suma dels seus diferents paràmetres), no té en consideració el grau de desenvolupament del país considerat.

## Pobresa relativa
Es defineix com a pobresa relativa aquella situació en la qual malgrat tenir les necessitats bàsiques cobertes, el nivell d'ingressos és substancialment menor que el de la major part de la població. El concepte de pobresa relativa està molt vinculat al grau de desigualtat d'una economia.
El Banc Mundial per a comparacions internacionals utilitza com a indicador de pobresa relativa la quantitat de 2 dòlars per dia. En el context de països desenvolupats, però, sovint es pren com a referència el 50% de la renda per capita d'una economia, utilitzat per l'OCDE, l'INE i l'Eurostat (de la Unió Europea), per exemple, utilitzant el 60% de la mediana dels ingressos per unitat de consum.

## Pobresa absoluta

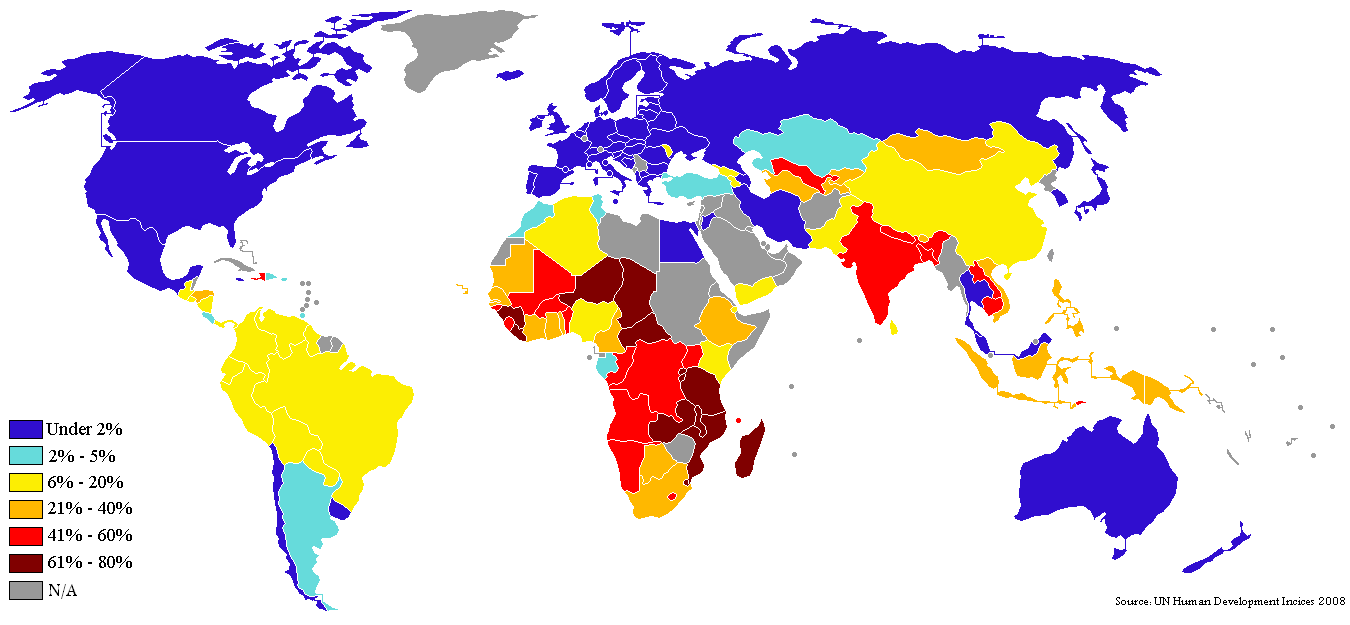
Percentatge de població que viu amb menys d'1,25$ per dia (pobresa absoluta). ONU estimacions 2000-2006.

Es defineix com a pobresa absoluta aquell nivell d'ingressos per sota del qual no és possible satisfer les necessitats bàsiques. Aquest nivell, en ser absolut, no depèn de la distribució de la renda i ha de ser el mateix en tots els països (evidentment ajustat mitjançant la paritat de poder adquisitiu).
El Banc Mundial utilitza com a indicador de pobresa absoluta la quantitat d'1,25 dòlars per dia.
Sovint, en els països desenvolupats, es considera també com a pobresa absoluta el 50% del nivell de pobresa relativa. És a dir, el 25% de la renda per capita d'una economia.

## Segons la definició nacional de pobresa

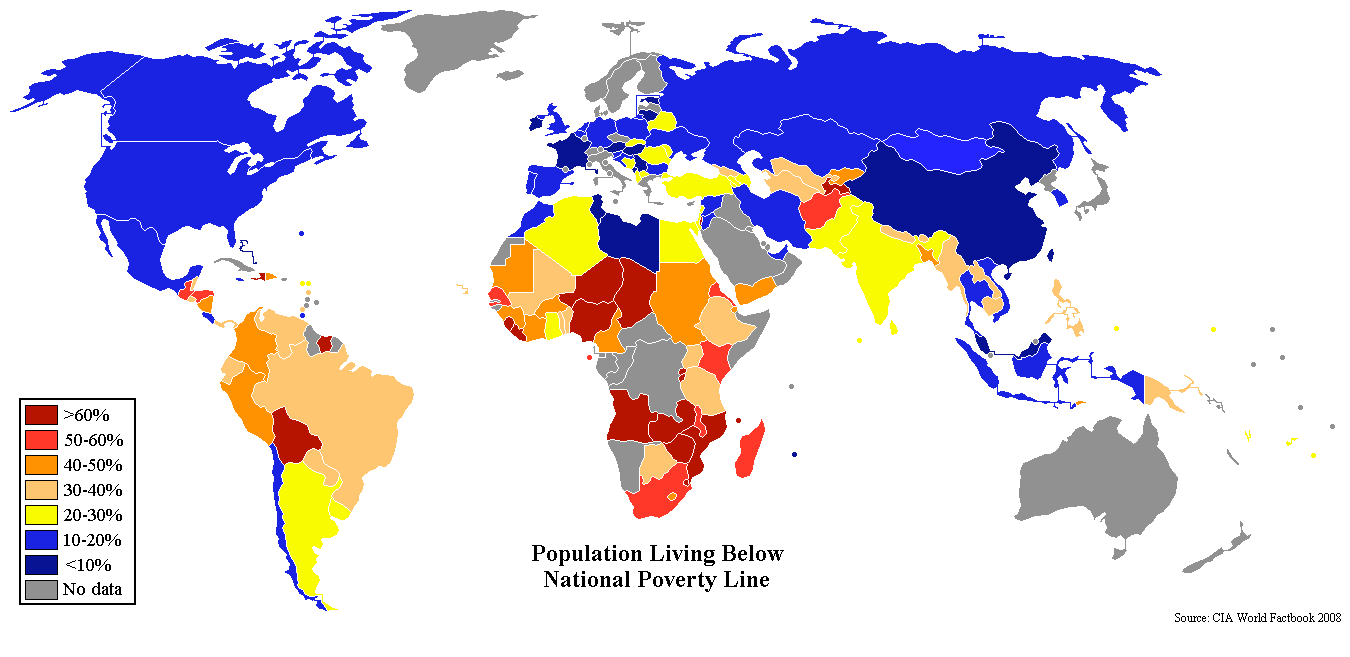
Percentatge de persones pobres per país, segons el llindar de la definició nacional de pobresa. Basat en dades del The World Factbook i de la CIA. No totes les xifres estan actualitzades.

Aquests llindars es basen en estimacions de subgrups ponderats població a partir d'enquestes de les unitats familiars. Així els llindars poden variar considerablement entre les nacions. Per exemple, les nacions riques generalment empren llindars més alts que les nacions pobres. Per tant, les xifres no són comparables entre els països.